# Failure
Failure – amerykański zespół rockowy (często określany mianem rocka alternatywnego i space rock) aktywny w latach 1990–1997, reaktywowany w roku 2014. Grupa nagrała trzy dobrze przyjęte przez krytyków albumy studyjne. Formacja jest nierzadko porównywana do innych grup, które w owym okresie były uznawana za alternatywne, np. i Nirvana, Soundgarden i Bush, jest jednak wyróżniana ze względu na dużą uwagę przykładaną do faktury, innowacyjne używanie gitar i zastosowanie przetwarzania sygnałów, a także zauważalny rozwój brzmienia grupy na kolejnych albumach. Pomimo że zespół nie odniósł sukcesu komercyjnego, nadal ma wielu fanów oraz jest ceniony na rynku muzycznym i środowisku związanym z rockiem alternatywnym.

## Historia
Failure utworzyli Ken Andrews (śpiew/gitara) i Greg Edwards (gitara basowa/gitara akustyczna) w 1990. Muzycy poznali się w Los Angeles, po czym nagrali kilka dem składających się z czterech utworów wraz z perkusistą Robertem Gaussem. W 1991 grupa nagrała kilka utworów w studiu pod okiem producenta Paula Laniego (który wcześniej pracował m.in. dla Enuff Z'nuff) i inżyniera Randy Pekicha; Cztery z utworów nagranych na tych sesjach zostały wydane przez nieistniejącą obecnie wytwórnię Sweet Smelling Records na dwóch płytach winylowych, „Pro-Catastrophe” i „Comfort”.
W 1992 Failure podpisał kontrakt ze Slash Records, która wydała pierwszy album grupy – Comfort, we wrześniu 1992. W ramach trasy koncertowej promującej album Failure zagrał kilka koncertów wraz z grupą Tool. Steve Albini (producent albumu) nie był zadowolony z efektów współpracy, tak więc kiedy Andrews i Edwards powrócili do studia w 1993 w celu nagrania kolejnej płyty, sami odegrali rolę producentów. W czasie prób zespół opuścił Gauss, jego miejsce zajął Kellii Scott. Drugi album formacji, Magnified, został wydany w marcu 1994; promocyjny teledysk (pierwszy w historii zespołu), wydany na potrzeby utworu „Undone”, nie odniósł niemal żadnego sukcesu. Failure ponownie wybrali się w trasę koncertową wraz z Tool; podczas każdego z koncertów gitarzysta Tool Adam Jones grał na gitarze rytmicznej w utworze z albumu Comfort, „Macaque”.
W związku z wciąż niezadowalającym sukcesem albumu zespół zaczął nagrywać ponownie na początku 1995, tym razem w domu na przedmieściach Los Angeles należącym do Lity Ford. W trakcie pisania i nagrywana materiału wygasł kontrakt zespołu ze Slash Records i wytwórnia nie była skłonna go przedłużyć. Tymczasowo muzycy skupili się na projektach pobocznych – Edwards razem z przyjaciółmi nagrał album coverów pod szyldem Replicants, zaś Andrews współpracował z takimi artystami jak Molly McGuire i Blinker the Star. Nagrany materiał został rozesłany do wytwórni z nadzieją na odzew, który nastąpił ze strony Warner Bros. Records. Fantastic Planet został wydany w sierpniu 1996; w międzyczasie do zespołu dołączył przyjaciel grupy i były współpracownik i kolega z zespołu Scotta, Troy van Leeuwen. Pierwszy singiel z płyty, „Stuck on You”, uplasował się na 31. miejscu listy Mainstream Rock Tracks i 23. listy Modern Rock Tracks. Inne utwory, np. „Saturday Saviour” i „Pitiful” były nadawane w lokalnych stacjach radiowych.
W 1997 zespół został poproszony przez zaprzyjaźnioną formację God Lives Underwater o nagranie covera jednego z utworów Depeche Mode z przeznaczeniem na album tribute. Wybór Failure padł na „Enjoy the Silence”. Album został dobrze przyjęty przez Depeche Mode, którzy chwalili zwłaszcza utwór nagrany przez Failure. W tym samym roku zespół wziął udział w festiwalu Lollapalooza. Początkowo grupa grała na bocznej scenie, później jednak z głównej, w związku z absencją jednego z zespołów.
19 listopada 1997 zespół poinformował opinię publiczną o swoim rozwiązaniu. Za powód podano „przyczyny osobiste”.
W roku 2014 zespół ogłosił reaktywację, gra koncerty oraz wydał EP-kę „2014” zapowiadającą nowy album, który ma zostać wydany na początku roku 2015.

## Dyskografia

### Albumy studyjne

#### Comfort (15 września 1992)
1. „Submission” – 3:23
2. „Macaque” – 4:59
3. „Something” – 2:53
4. „Screen Man” – 6:15
5. „Swallow” – 2:31
6. „Muffled Snaps” – 3:55
7. „Kindred” – 2:21
8. „Pro-Catastrophe” – 3:09
9. „Princess” – 1:21
10. „Salt Wound” – 6:34

#### Magnified (8 marca 1994)
1. „Let It Drip” – 2:41
2. „Moth” – 3:50
3. „Frogs” – 4:55
4. „Bernie” – 5:17
5. „Magnified” – 4:36
6. „Wonderful Life” – 5:34
7. „Undone” – 4:27
8. „Wet Gravity” – 6:06
9. „Empty Friend” – 4:21
10. „Small Crimes” – 7:13

#### Fantastic Planet (13 sierpnia 1996)
1. „Saturday Saviour” – 4:27
2. „Sergeant Politeness” – 4:05
3. „Segue 1" – 1:56
4. „Smoking Umbrellas” – 3:58
5. „Pillowhead” – 2:11
6. „Blank” – 5:38
7. „Segue 2" – 1:19
8. „Dirty Blue Balloons” – 4:23
9. „Solaris” – 3:43
10. „Pitiful” – 4:45
11. „Leo” – 3:05
12. „Segue 3" – 2:13
13. „The Nurse Who Loved Me” – 4:25
14. „Another Space Song” – 5:10
15. „Stuck On You” – 4:28
16. „Heliotropic” – 6:14
17. „Daylight” – 6:00

### Kompilacje

#### Golden (2004)
1. „Shrine” †
2. „Golden” †
3. „Pennies” †
4. „Petting the Carpet” (Comfort outtake)
5. „Gone” †
6. „Mange” †
7. „Perfect Prisons” (Rehearsal)
8. „Untitled” †
9. „Lucky Shoreline” †
10. „Wake Up” (Fantastic Planet outtake)
11. „You’re Too Much” †
12. „Don’t Look Up” (hidden track)

#### Essentials (2006)
CD 1:
1. „Macaque”
2. „Something”
3. „Screen Man”
4. „Frogs”
5. „Bernie”
6. „Undone”
7. „Small Crimes”
8. „Smoking Umbrellas”
9. „Blank”
10. „The Nurse Who Loved Me”
11. „Another Space Song”
12. „Stuck On You”
13. „Heliotropic”
14. „Daylight”

CD 2:
1. „Pro-Catastrophe” (7")
2. „Dipped in Anger” (7")
3. „Count My Eyes” (7")
4. „Comfort” (7")
5. „Let It Drip” (demo)
6. „Moth” (demo)
7. „Frogs” (demo)
8. „Bernie” (demo)
9. „Magnified” (demo)
10. „Wonderful Life” (demo)
11. „Undone” (demo)
12. „Wet Gravity” (demo)
13. „Empty Friend” (demo)
14. „Small Bird” (demo)